# Galilea

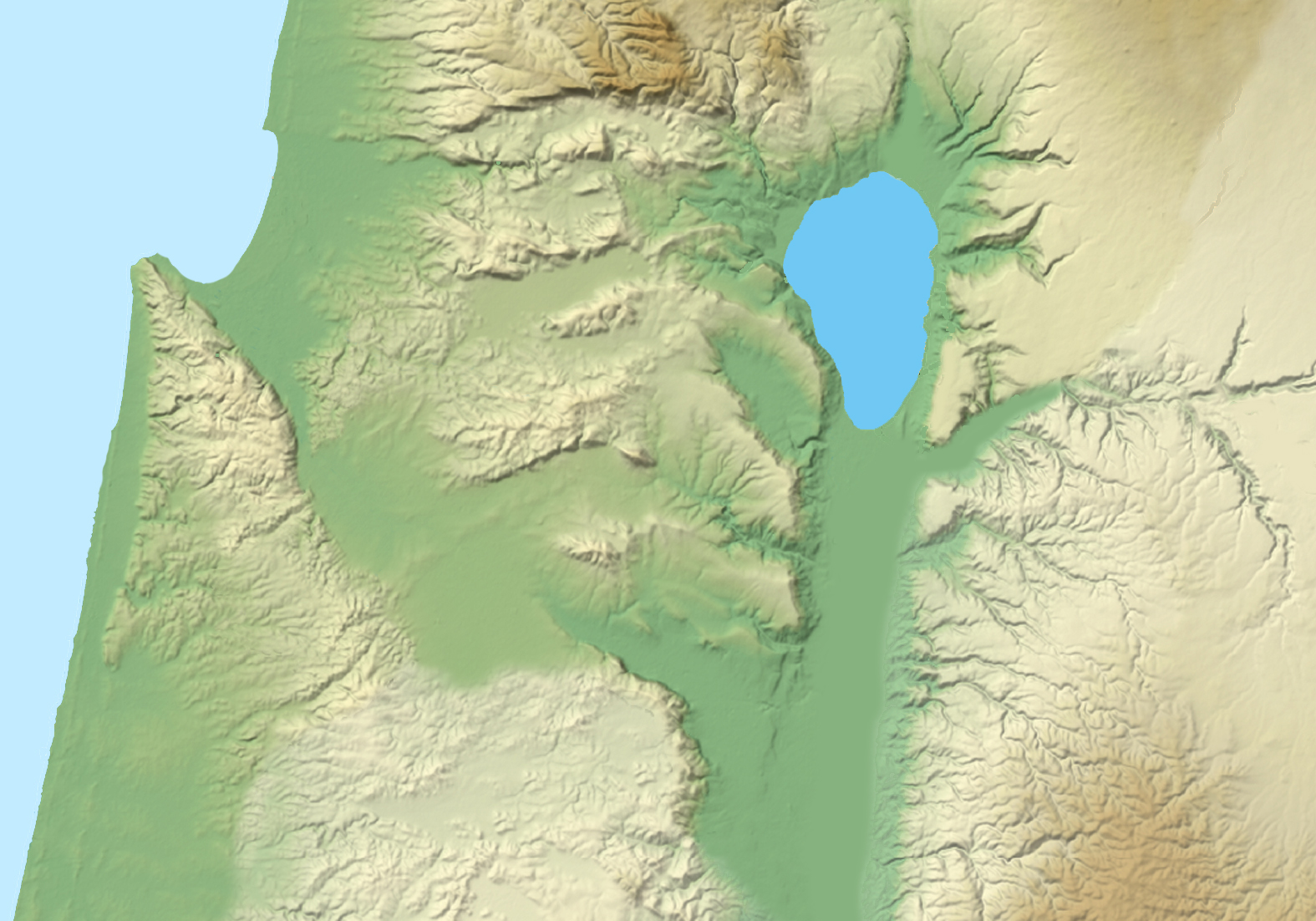
Mapa topográfico de Galilea

Mapa esquemático de la Galilea

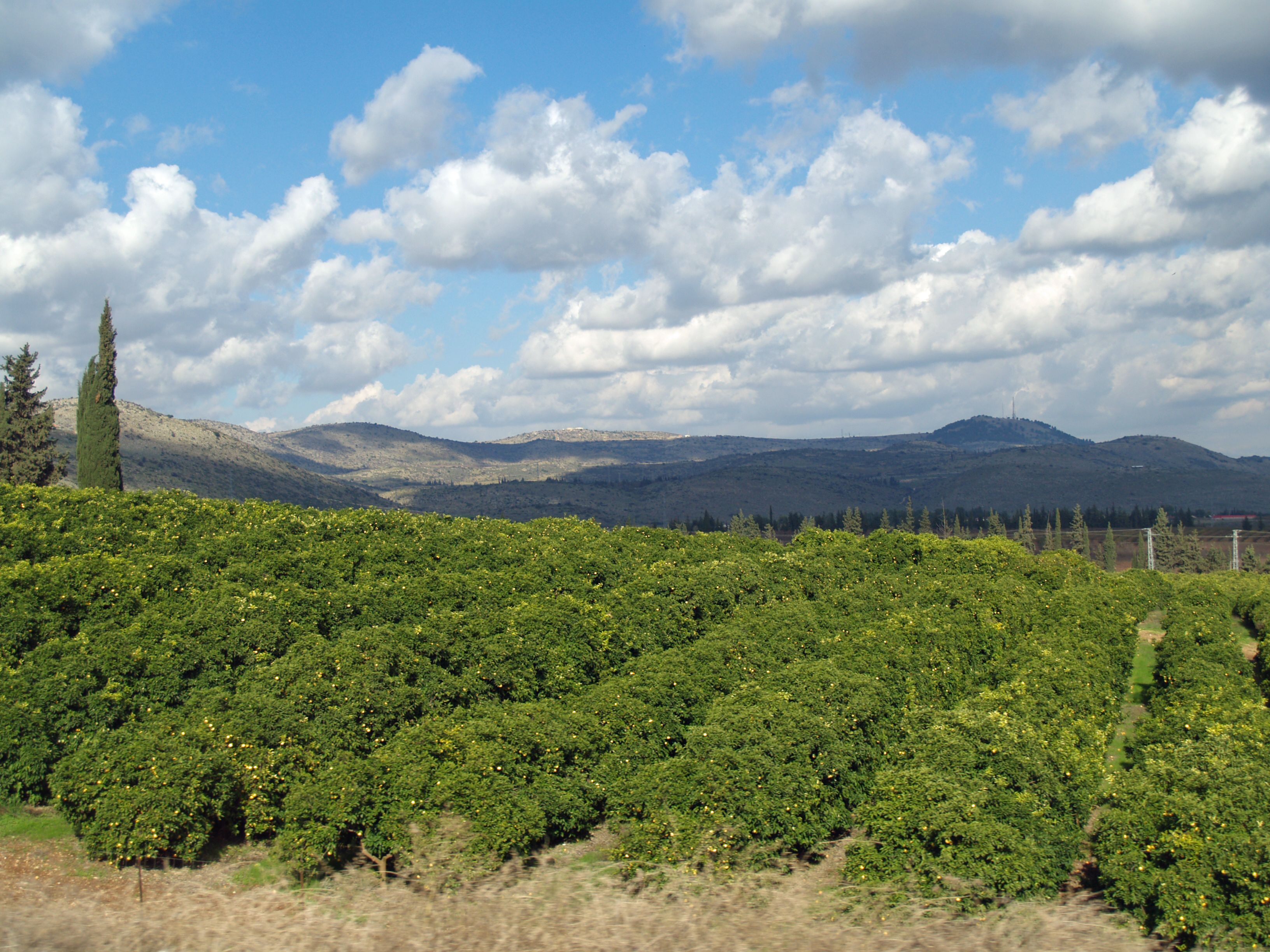
Plantación de limoneros en la Alta Galilea.

La región en tiempos de los romanos, siglo I d. C.

Galilea (en hebreo: הגליל‎ ha-Galil; en árabe: الجليل‎ al-Ŷalil; en latín: Galilaea, del griego antiguo Γαλιλαία) es una región histórica montañosa situada al norte de Israel, ubicada entre el mar Mediterráneo y el valle del Zabulón al oeste, la cordillera del Líbano al norte, el valle de Jezreel y Beit She'an al sur, el valle del Jordán, el valle de Hula y el Kinneret al este.
Constituye la zona norte del Estado de Israel y tiene un área aproximada de 4000 kilómetros cuadrados, rica en llanuras fértiles y áridas montañas. Es una región de colinas, entre ellas el célebre monte Tabor, lugar en el que, según la tradición cristiana, ocurrió la Transfiguración de Jesús. El clima es lluvioso y húmedo, registrándose una pluviosidad de hasta 800 mm. Las principales actividades económicas son la agricultura y la pesca en el mar de Galilea. Es una encrucijada de caminos entre las planicies mediterráneas y los desiertos al este del río Jordán. 
El límite entre la Alta Galilea y la Baja Galilea es el valle de Beit Hakerem; se trata de un valle estrecho que corre de este a oeste en el centro de la Galilea. La Alta Galilea se caracteriza por sus altas cimas, siendo su punto más alto el Monte Merón, que se eleva a unos 1208 metros. La baja Galilea se caracteriza por montañas relativamente bajas, separadas por amplios valles.

## Toponimia
El nombre israelita de la región procede de la raíz hebrea galil, una palabra única para "distrito", y en ocasiones para "círculo". La forma hebrea usada en Isaías 8:23 (o 9:1 en diferentes versiones bíblicas) se encuentra en estado constructivo, "g'lil hagoyim", que significa «Galilea de las Naciones», es decir, la parte de Galilea habitada por los gentiles en la época que el libro fue escrito.
La región a su vez dio lugar al nombre en castellano para el «mar de Galilea», referido como tal en muchos idiomas, incluyendo el árabe antiguo. En el idioma hebreo, el lago se denomina Kinneret (Números 34:11, etc.), del hebreo kinnor, «arpa», ya que describe su forma; lago de Gennesaret (Lucas 5:1, etc.), de Ginosar (hebreo) y este de ge, «valle», y netser, «rama», o natsor, «guardar», «vigilar» (el nombre pudo haber sido una referencia a la ciudad de Nazaret), alternativamente renombrado el Mar de Tiberias : 1, etc.), de la ciudad de Tiberias en su extremo sudoeste, que toma su nombre de Tiberio, emperador romano del siglo I. Estos son los tres nombres usados en literatura originalmente de autores judíos en lugar del "Mar de Galilea". Sin embargo, los judíos utilizaron "la Galilea" para referirse a toda la región (arameo הגלילי), incluyendo su lago.

## Geografía

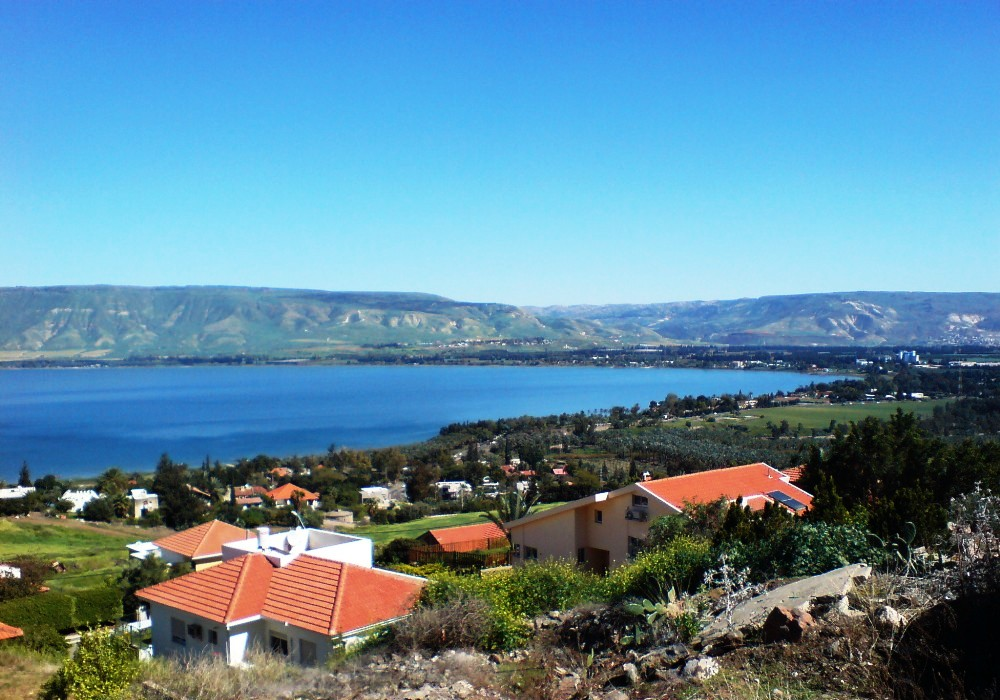
Vista del mar de Galilea desde el moshava de Kinneret.

La mayor parte de Galilea consiste en terreno rocoso, con una elevación que va desde los 500 a 700 m s. n. m. Podemos encontrar varios montes de gran altitud en la región, incluyendo el Monte Tabor y el Monte Merón, que cuentan con temperaturas relativamente bajas y precipitaciones altas. Como resultado de este clima, la flora y la fauna prosperan en la región, mientras que muchas aves migran anualmente de climas más fríos a África y viceversa a través del corredor Hula-Jordán. La presencia de arroyos y cascadas, estos últimos principalmente en la Alta Galilea, junto con vastos campos de vegetación y coloridas flores silvestres, así como numerosos pueblos de importancia bíblica, hacen de la región un popular destino turístico.
Debido a su alta precipitación (900-1200 mm), temperaturas suaves y altas montañas (la elevación del monte Merón es 1000-1208 m), la región superior de la Galilea contiene una flora y fauna distintivas: enebro rojo (Juniperus oxycedrus), cedro de Salomón (Cedrus libani), que crece en un pequeño bosque en el Monte Merón, ciclámenes, peonías, y el Rhododendron ponticum que florece algunas veces en Meron.

## Historia

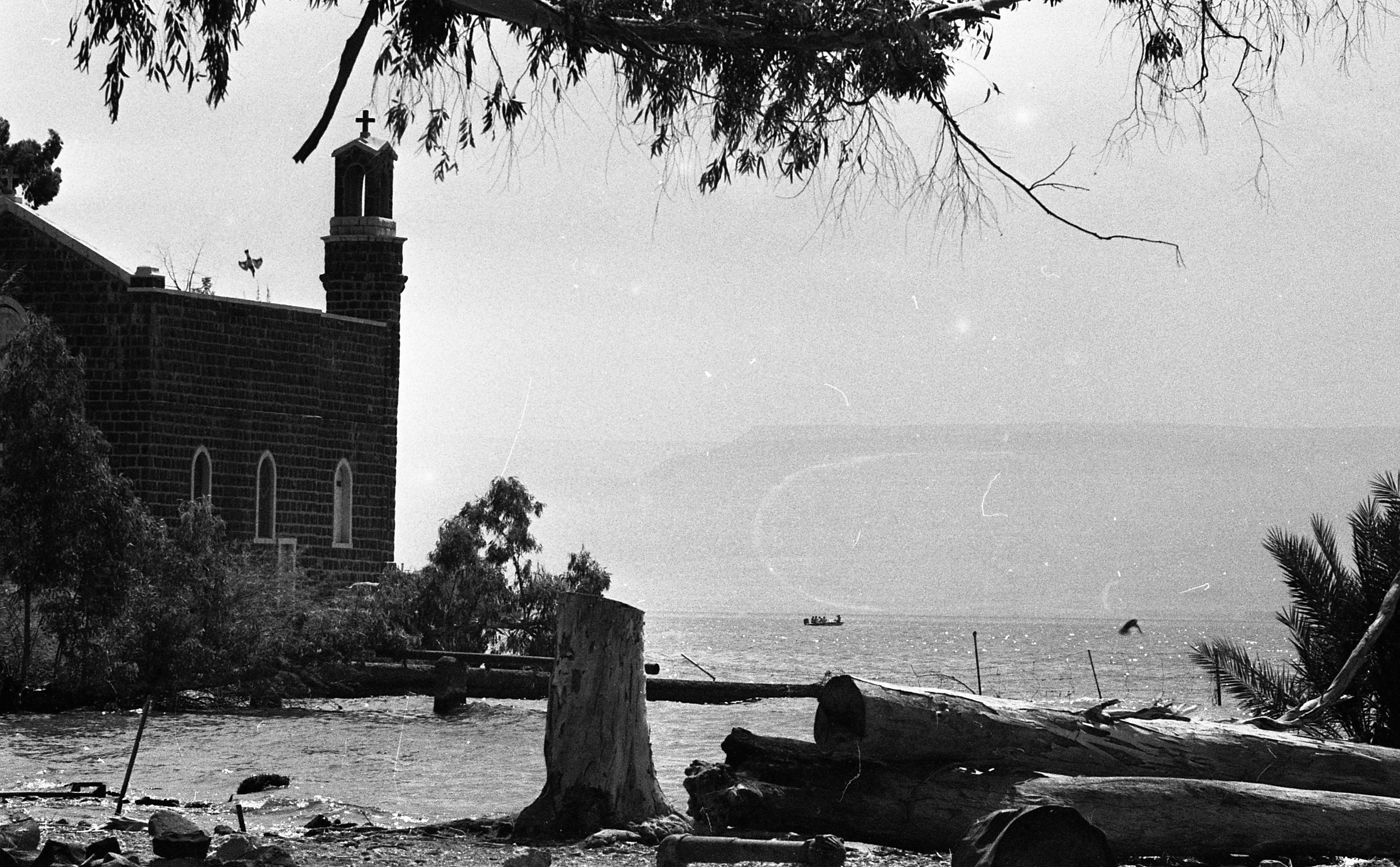
Vista pastoral de Galilea, 1969

Según la Biblia, Galilea fue nombrada por los israelitas y fue la región tribal de Neftalí y Dan, que a veces se superponen a la tribu de la tierra de Aser. Sin embargo, la tribu de Dan se encontraba dispersa conviviendo con otras tribus en lugar de habitar solamente la tierra de Dan, ya que la tribu de Dan era la autoridad local hereditaria y el poder judicial para toda la nación. 
El capítulo 9 de 1 Reyes declara que Salomón recompensó a su aliado fenicio, el rey Hiram I de Sidón, con veinte ciudades en la tierra de Galilea, que habrían sido pobladas por extranjeros durante y después del reinado de Hiram o por aquellos que habían sido deportados forzadamente allí por conquistadores posteriores, como los asirios. Hiram, para retribuir regalos dados anteriormente a David, aceptó las llanuras localizadas entre los montes de Neftalí y la rebautizó como "la tierra de Cabul" por un tiempo.
En la época romana, el reino cliente de Judea se dividió en Judea, Samaria, Perea y Galilea, que comprendía toda la sección norte del país y era la más grande de las tres regiones bajo la Tetrarquía (Judea). Después de que Judea se convirtió en una provincia romana en 6 d. C., Galilea brevemente se convirtió en una parte de ella, luego se separó de ella durante dos o tres siglos.
En la región de Galilea se encontraba la casa de Jesús durante al menos 30 años de su vida. Gran parte de los tres primeros Evangelios del Nuevo Testamento dan cuenta del ministerio público de Jesús en esta provincia, particularmente en las ciudades de Nazaret y Capernaum. Galilea también es citado como el lugar donde Jesús realizó muchos milagros públicos, incluyendo curar a un ciego. Después de la muerte de Jesús, algunos relatos sugieren que sus discípulos regresaron a Galilea y la experiencia de su resurrección tuvo lugar allí.

## Demografía
Las ciudades más pobladas de la región son Acre, Nahariya, Nazaret, Natzrat Illit, Safed, Carmiel, Shagor, Afula y Tiberíades. La ciudad portuaria de Haifa sirve como un centro comercial para toda la región.
Debido a su terreno montañoso, la mayoría de la población de Galilea vive en pequeños pueblos conectados por relativamente pocos caminos. Un ferrocarril se extiende al sur de Nahariya a lo largo de la costa mediterránea, y un ramal en dirección este inició operaciones en el 2015. Las principales fuentes de sustento en toda la zona son la agricultura y el turismo. Se están desarrollando nuevos parques industriales, trayendo consigo nuevas oportunidades de empleo para la población local que incluye muchos nuevos inmigrantes. El gobierno israelí aporta fondos para proyectos de iniciativa privada, el Fondo de Financiación de Galilea, organizado por el Instituto Milken y el Fondo de Desarrollo Económico de Koret.
En Galilea vive una gran población árabe musulmana. También hay poblaciones importantes de israelíes drusos y cristianos. Tanto los drusos israelíes como los cristianos tienen sus mayorías en Galilea, incluyendo poblaciones maronitas. Otras minorías notables son los beduinos y los circasianos.
A la parte norte-central de la Galilea se la conoce como Galilea Central y se extiende desde la frontera con el Líbano hasta el borde norte del valle de Jezreel, incluidas las ciudades de Nazaret y Sajnin, la cual cuenta con una mayoría de árabes, con importantes poblaciones judías en Nazareth Illit y otras poblaciones en las colinas de la región y algunas ciudades con importantes poblaciones israelíes de cristianos y drusos. La mitad norte de la baja Galilea central, que rodea a Carmiel y Sajnin, es conocida como el "Corazón de Galilea". Por otro lado, el este de la Galilea es casi 100 % judío. Esta parte incluye Etzba HaGalil, el Valle del Río Jordán y las costas del Mar de Galilea, y contiene dos de las Cuatro Ciudades Santas del Judaísmo. La parte meridional de Galilea, incluyendo el valle de Jezreel, y la región de Gilboa es también casi 100 % judía, con algunos pequeños pueblos árabes cerca de la frontera con Judea y Samaria. Alrededor del 80% de la población de la Galilea Occidental es judía, hasta llegar a la frontera libanesa. Los judíos también forman una pequeña mayoría en la Alta Galilea, con una significativa minoría de población drusa y cristiana.
La Agencia Judía ha intentado aumentar la población judía en esta área, pero la población no judía también tiene una alta tasa de crecimiento. A partir de 2006, había 1.2 millones de habitantes en Galilea, de los cuales un 46.9 % era judío.
Actualmente, la Galilea es un importante foco de atracción para inmigrantes internos, principalmente de judíos haredi, los cuales se están desplazando a la Galilea y al Néguev en grandes números debido al aumento de los precios de la vivienda en el centro de Israel.

## Turismo
Galilea es un destino popular para los turistas nacionales y extranjeros que disfrutan de sus ofertas escénicas, recreativas y gastronómicas. La Galilea atrae a muchos peregrinos cristianos, ya que muchos de los milagros de Jesús ocurrieron, según el Nuevo Testamento, en las costas del Mar de Galilea, incluyendo su caminata sobre el agua, calmando la tormenta y alimentando a cinco mil personas en Tabgha. Además, numerosos sitios de importancia bíblica se encuentran en Galilea, como Megiddo, Valle de Jezreel, Monte Tabor, Hazor, Cuernos de Hattin, y más.
Un sendero de senderismo popular conocido como el yam leyam, o de mar a mar, comienza los excursionistas en el Mediterráneo. Luego caminan por las montañas de Galilea, Tabor, Neria y Merón, hasta su destino final, el Kinneret (Mar de Galilea).
En abril de 2011, Israel dio a conocer el "Camino de Jesús", un sendero de 60 kilómetros en la Galilea para los peregrinos cristianos. El sendero incluye una red de senderos, caminos y senderos para bicicletas que unen sitios centrales de la vida de Jesús y sus discípulos, incluyendo Tabgha, el lugar tradicional del milagro de Jesús de los panes y peces, y el Monte de las Bienaventuranzas, donde él entregó su Sermón en el Monte. Termina en Capernaúm en las orillas del mar de Galilea, donde Jesús desposó sus enseñanzas.

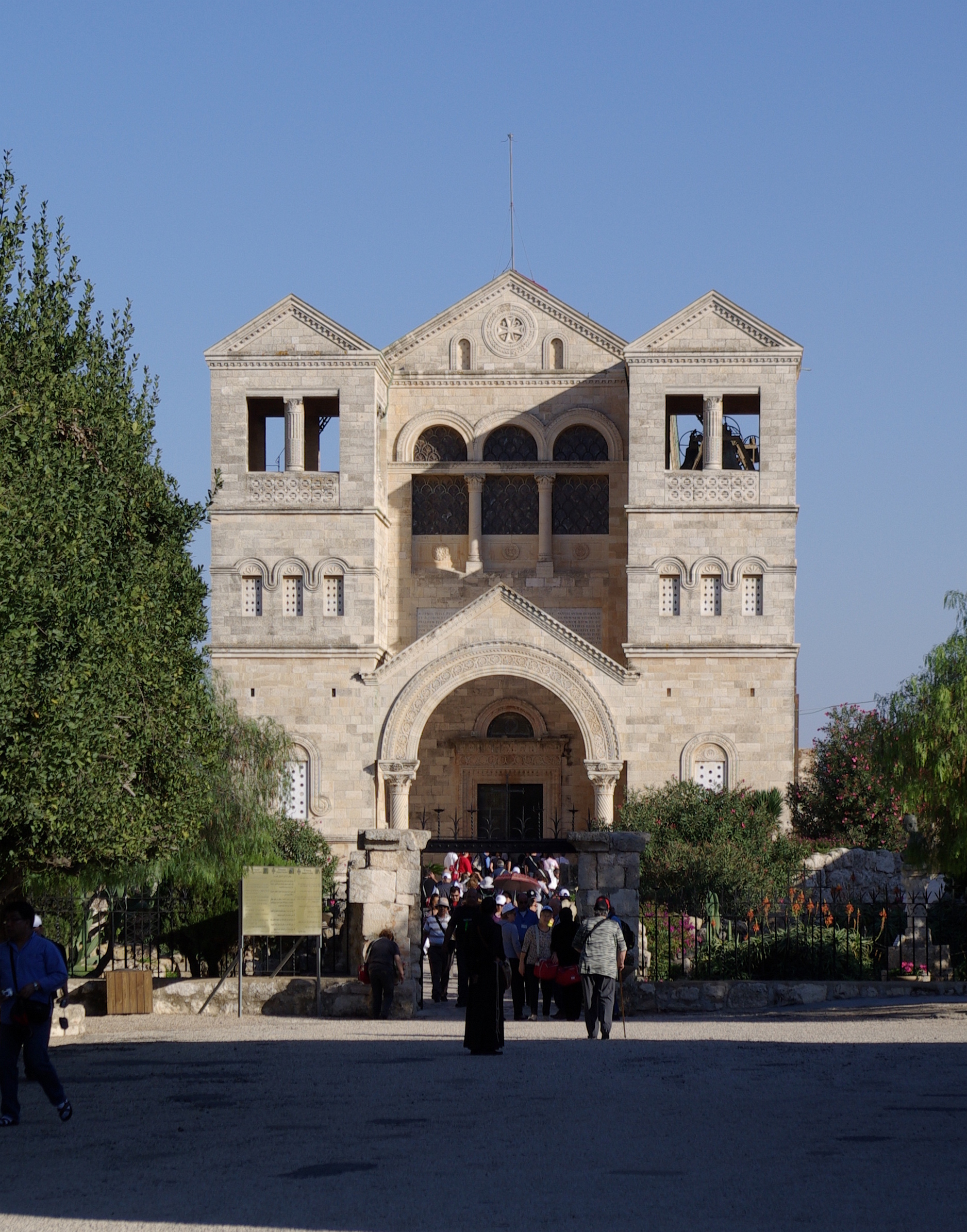
Iglesia de la Transfiguración, Monte Tabor

Muchas familias kibbutzim y moshav operan Zimmern (alemán: "habitaciones", el término local para una cama y desayunos). Numerosos festivales se celebran durante todo el año, especialmente en las temporadas de otoño y primavera. Estos incluyen el festival de Acre (Acco) del teatro alternativo, el festival de la cosecha de la aceituna, los festivales de música que ofrecen la gente angloparlante, el klezmer, el renacimiento, y la música de cámara, y el festival de la danza de Karmiel.

## Subregiones
La Galilea se divide a menudo en estas subregiones:
- La Baja Galilea cubre el área al norte de los Valles de Jezreel, de Harod y el valle de Beth Shean y al sur del Valle Beit HaKerem. Sus fronteras al este en el valle del Rift del Jordán. Su clima es mediterráneo, con bajas precipitaciones si se compara con la Alta Galilea, tiene colinas bajas y los bosques son de roble y una gran cantidad de plantes. Su terreno es de tiza suave, pero en las laderas orientales son por lo general de basalto. Tiene amplios valles utilizados como tierra de cultivo. En ella se encuentra el pueblo de Caná.
- La Alta Galilea se extiende desde el Valle de Beit HaKerem hacia el sur de Líbano. Su frontera oriental es el Valle de Hula y el Mar de Galilea que lo separa de los Altos del Golán. Al oeste alcanza la llanura costera que la separa del Mediterráneo.
- El valle de Jezreel
- Valle del Jordán
- Valle de Beit She'an
- Mar de Galilea y su valle
- El Valle de Hula
- Monte Gilboa
- Galilea occidental en su definición mínima se refiere a la llanura costera justo al oeste de la Alta Galilea, también conocida como llanura de Asher, o llanura de Galilea, que se extiende desde el norte de Acre hasta Rosh HaNikra en la frontera entre Israel y Líbano La definición amplia común añade la parte occidental de Galilea superior, y generalmente la parte del noroeste de Galilea más baja también, correspondiendo más o menos al subdistrito de Acre o al distrito norteño.
- El "Etzba HaGalil" (hebreo: אצבע הגליל, Etzba HaGalil, lit. "Dedo de Galilea") es un extensión de tierra a lo largo del valle de Hulah; Contiene las ciudades de Metulla y Qiryat Shemona, y los ríos Dan y Banias.